# Anthuroidea
Anthuroidea (лат.) — надсемейство высших раков из отряда равноногих раков (Isopoda), ранее относившееся к подотряду Anthuridea. Группа характеризуется «удлиненной цилиндрической формой тела, без дорсальных тазобедренных пластинок и с уроподальным экзоподом, прикрепленным к стеблю проксимально и дорсально». Существует более 500 описанных видов 57 родов, объединенных в шесть семейств:
- Antheluridae Poore & Lew Ton, 1988
- Anthuridae Leach, 1814
- Expanathuridae Poore, 2001
- Hyssuridae Wägele, 1981
- Leptanthuridae Poore, 2001
- Paranthuridae Menzies & Glynn, 1968